# تدخلات وسياسات صحة السكان
صحة السكان هي مجال عمل يقوم بالتركيز على تحسين النتائج الصحية لمجموعة من الأفراد- تُوصَف بأنها تتكون من ثلاث مكونات: «النتائج الصحية، وأنماط محددات الصحة، والسياسات والتدخلات». تحدد السياسات والتدخلات الطرق التي يتم بها تطبيق النتائج الصحية وأنماط محددات الصحة. السياسات المفيدة تقوم بتحسين الظروف التي يعيش فيها الناس. وتشجع التدخلات السلوكيات الصحية للأفراد أو السكان من خلال «عناصر البرنامج أو الإستراتيجيات المصممة لإنتاج تغييرات في السلوك أو تحسين الحالة الصحية».
هناك حاجة إلى سياسات وتدخلات بسبب عدم المساواة بين السكان وطريقة إدارة الرعاية المتضاربة، ويمكن للسياسات أن تشمل «الخدمات الاجتماعية والصحية الضرورية للمجتمع»، بالإضافة إلى الضرائب المفروضة على الكحول والمشروبات الغازية وتنفيذ سياسات الإقلاع عن التدخين. ويمكن أن تشمل تدخلات الرعاية الصحية العلاجية أو الوقائية، كذلك الإجراءات التي يتخذها الفرد أو شخص آخر بالنيابة عن الفرد. يتم تطبيق صحة السكان من خلال السياسات والتدخلات التي يمكن تنفيذها داخل منظمة أو مدينة أو ولاية أو بلد.

## منهجية مشتركة
تتجه البلدان والولايات والمقاطعات ومقدمو الخدمات في جميع أنحاء العالم نحو أنظمة أفضل للاستجابة للنتائج الصحية المتضاربة، وتخفيف من هوامش التناقص واستبدال الطرق القديمة ك: تقديم الخدمات الصحية مقابل رسوم. تقدم إصلاحات نموذج الدفع، بما في ذلك منظمة الرعاية المسؤولة (ACO)، توفير خرائط طريق لإصلاح الرعاية الصحية ودفع العديد من مكوناتها نحو وسائل أكثر فاعلية وابتكاريه لتحسين النتائج الصحية. تعد إدارة صحة السكان طريقة شائعة لحل هذه التحديات، ولكنها تتضمن طرقًا وأدوات وأنظمة وتطبيقات جديدة لتصحيح أوجه القصور وتحسين النتائج الصحية.
وتشمل الأدوات الصحية للسكان وأنظمة الكمبيوتر تبادل البيانات ومجموعات البيانات الكبيرة والبرامج المتقدمة التي تُستخدم لتزويد علماء البيانات وفرق الأبحاث بالمعلومات المناسبة، التي يمكن استخدامها من قبل واضعي السياسات ووكلاء التغيير. تساعد هذه الطريقة في وضع سياسات حول صحة السكان بالإضافة إلى إستراتيجيات التدخل التي يتم استخدامها بعد ذلك لتلبية احتياجات السكان.

## الخطط وصانعو السياسات
تحدد الخطط المتعلقة بصحة السكان «الأولويات»، وهي عبارة عن «دليل للعمل لتغيير ما يمكن أن يحدث». وتستند هذه الخطط إلى «العلوم الاجتماعية كعلم الاجتماع والاقتصاد والديموغرافيا والصحة العامة والأنثروبولوجيا وعلم الأوبئة»، وكيفية تنفيذ هذه النتائج على مستويات مختلفة. تحدد هذه الأدلة القوانين والسياسات والأوامر، ويتم تعيينها من قبل صانعي السياسة. من أمثلة هذه السياسات «حظر التدخين، وفرض ضرائب على السجائر والكحول، وقوانين حزام الأمان، وفلورة المياه، ووضع قوائم للمطاعم». وقد يتم تطبيقها على مؤسسة تجارية مثل المطعم أو مكان العمل أو داخل المدينة أو الدولة. ويجب أن تكون السياسات قائمة على الأدلة، وتتطلب دراسات أكاديمية أو بحثًا لدعم هذا النهج. ذلك سوف يضمن تعزيز التدابير المناسبة اللازمة لكل مجموعة سكانية لتشجيع ممارسات التدخل الضرورية التي يمكن تطبيقها على السكان أو على الأمة ككل.
يمكن تصنيف صانعي السياسة على أنهم القطاعين العام والخاص، ويتم تعريفهم على أنهم أشخاص يتمتعون بسلطة تنفيذ السياسات الصحية. ويمكن أن يكون صانع السياسة العامة مسؤولًا حكوميًا، ويمكن أن يكون صانع السياسة الخاص صاحب عمل أو مسؤول. يتأثر صناع السياسة ويمكنهم أيضًا أن يكونوا وكلاء تغيير. يشمل وكلاء التغيير «المشرعون في واشنطن، المدعي العام، المنظمون في إدارة الأغذية والعقاقير، مجموعة المناصرة أو المنظمات الأخرى التي لها تأثير واضح».

## إستراتيجية سياسية
الهدف من أي إستراتيجيات سياسية تحيط بصحة السكان هو «تحسين فرص النجاح في تبني السياسة وتنفيذها». وتشمل هذه الإستراتيجيات إنشاء أموال لدعم المبادرات ووضع إستراتيجيات تحد من تضارب المصالح في تنفيذ السياسة العامة.

### مكافحة التبغ
تتمثل الإستراتيجية السياسية التي تم تنفيذها للحد من بيع منتجات التبغ والتعرض لها وتقييد قدرة شركة التبغ على الاستفادة سياسياً من التبرعات الخيرية في، وضع معاهدة اتفاقية الصحة العالمية الإطارية بشأن مكافحة التبغ (FCTC). ويتم دعم المستند الملزم قانونًا من قبل العديد من الدول والهيئات الحكومية وغير الحكومية، وكذلك يقوم بتوفير القوة اللازمة لمنع التأثيرات السلبية على سياسات صحة السكان.

## التدخلات
التدخلات في صحة السكان، «توزيع المخاطر الصحية، وذلك عن طريق معالجة الظروف الاجتماعية والاقتصادية والبيئية الأساسية» ويتم تنفيذها من خلال «برامج أو سياسات مصممة ومطورة في القطاع الصحي، ولكن من المرجح أن تكون في قطاعات أو أماكن أخرى مثل: التعليم أو السكن أو العمل». وهي تهدف إلى الحد من أشياء مثل السمنة في مرحلة الطفولة وأمراض القلب والأوعية الدموية والتدخين وقضايا الصحة العقلية في جميع أنحاء المجتمع. تتمثل الوسيلة التي يتم بها وضع التدخلات في إجراء أبحاث واسعة ومساهمات من علماء الطب والباحثين والمهنيين الطبيين، يتم تنفيذها من قبلهم ولكنها لا تقتصر على المعلمين والأطباء الممارسين ومسؤولي الأعمال والمهنيين في مجال الصحة العقلية.

## الاقتراب والتطبيقات
يتضمن الاقتراب النموذجي تقييم الظروف والتحسينات الممكنة التي يمكن إجراؤها ضمن المحددات الاجتماعية التي تم تحديدها ويتم التعامل مع كل نهج على مستوى الدولة أو خطة الصحة.
أحد الأمثلة على ذلك هو مكان العمل في الصين الذي قام بتنفيذ سياسات وتدخلات لموظفيهم لمكافحة الاكتئاب. من خلال إدراك أهمية الصحة العقلية، تمكنوا من الحد من الاكتئاب وتحسين الرضا الوظيفي في جميع أنحاء الشركة. نشرت الشركة أبحاثها ونتائجها لتعزيز «الشركات التي تتحمل المزيد من المسؤولية عن توفير خدمات الصحة العقلية لموظفيها».
مثال آخر هو تنفيذ برنامج للإقلاع عن التدخين في مقاطعة أونتاريو. أجريت الدراسات على معدلات الزيارة الأسبوعية لأقسام الطوارئ النفسية قبل وبعد التنفيذ. وكانت النتيجة «خفض 15.5 ٪ في زيارات المرضى للمرضى الذين يعانون من التشخيص الأولي للاضطراب ذهاني».

## عدم المساواة وتباين التنفيذ
كما هو الفهم المشترك لمفهومي صحة السكان وعدم المساواة في الصحة، يعرف المفهوم باسم «المصطلح العام المستخدم لتحديد الاختلافات والاختلافات والتفاوتات في الإنجازات الصحية للأفراد والجماعات»، يجب النظر في تنفيذها بشكل صحيح للسياسات والتدخلات الأكثر فعالية. قد تختلف السياسات والتدخلات بناءً على عدد السكان وعوامله الاجتماعية والاقتصادية والجغرافية والعرقية وعوامل أخرى. وقد تكون السياسات المنفذة لفئة السكان أقل فعالية وأكثر تكلفة مما لو كانت لسكان آخرين مماثلين. على سبيل المثال، تميل السياسات الأمريكية إلى أن تكون أكثر تكلفة من السياسات الأوروبية وأن يكون لها تأثير أقل. أظهرت الأبحاث أنه في بعض الحالات، «حقق الأمريكيون نتائج أسوأ من أقرانهم الدوليين». وكان لديهم أيضًا «أقل متوسط للعمر المتوقع عند الولادة في البلدان التي تمت دراستها».